# Annie Bousquet
Pour les articles homonymes, voir Bousquet.
Annie Bousquet, née Ann Schaffer à Vienne (Autriche) le 13 avril 1925 et morte le 30 juin 1956 sur le circuit de Reims-Gueux, est une pilote automobile franco-autrichienne.

## Biographie
Sa carrière dura de 1952 (lors du Rallye Sanremo, puis du Critérium International des Alpes, après avoir la même année rencontré Luigi Villoresi et Alberto Ascari dans un hôtel à la suite d'une convalescence d'accident de ski) à 1956.
En 1955 déjà, elle se fractura le péroné lors du Grand Prix d'Agadir Sportscars, puis deux jambes et un bras à Montlhéry.
En 1956, elle trouva la mort le 30 juin, après un accident peu avant le virage de Muizon au volant d'une Porsche 550 RS Spyder au 27e tour de course des 12 Heures de Reims pour voitures de sport <1,5 L, alors qu'elle faisait équipe avec Isabel Haskell (la compagne d'Alejandro de Tomaso, antérieurement son équipier lors des 1 000 kilomètres de Paris 1956, sur Maserati 150S), sur le circuit de Reims-Gueux. L'année suivante Gilberte Thirion mit un terme à sa carrière, à la suite de cet événement dramatique.
Son décès entraîna aussi l'éviction des pilotes féminines de la plupart des épreuves françaises jusqu'en 1971, notamment aux 24 Heures du Mans par l'ACO.
L'un des virages du circuit de Reims-Gueux porta ultérieurement son nom, et un Challenge Annie Bousquet fut créé par la FFSA pour récompenser la championne de France des rallyes. En 1968 ce trophée revint à Claudine Trautmann, sur Lancia.

## Palmarès
- Victoire de catégorie au rallye Sanremo 1952, sur Renault 4CV 1063;
- Victoire d'épreuve spéciale au Tour de Corse 1953, sur Renault Dauphine 1093 (copilote Nadège Ferrier);
- Victoire de classe au Grand Prix d'Agadir 1953, sur Gordini T17S (course Sport pour 2 L., et 6e au général);
- Coupe des Dames, et Coupe du Roi du meilleur équipage belge, aux 24 Heures de Spa en 1953 avec Gilberte Thirion sur Fiat 1100;
- Coupe des Dames, aux Mille Miglia 1954, avec Gilberte Thirion sur Gordini T155;  
  - 2e du Bol d'or automobile, en 1955 avec Josef Jeser sur Porsche 550 RS Spyder (lors de la dernière édition de l'épreuve à Montlhéry, alors nommée Grand Prix de Paris, avec la voiture de ce dernier);Une Porsche 550 Spyder.

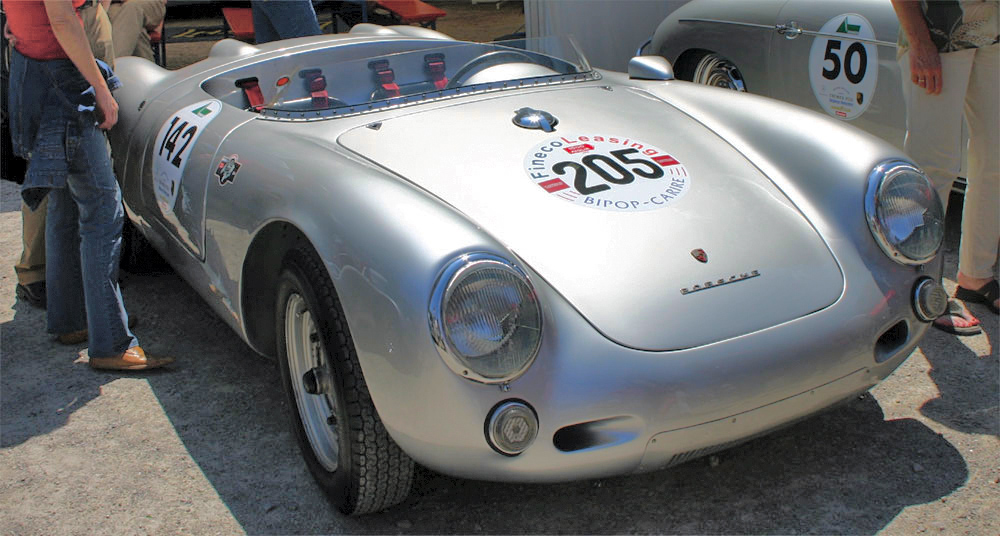
Une Porsche 550 Spyder.

  - 5e de la Coupe d'Automne, en 1954 à Montlhéry (course Sport pour 2 L.);
  - 6e du Grand Prix d'Agadir, en 1953 (course Sport pour 2 L.);
  - 8e du Tour de France automobile, en 1954 (avec Marie-Claire Beaulieu sur Porsche 550 RS Spyder, et 2e de la Coupe des Dames);
  - 9e des 12 Heures de Hyères, en 1953 (seule, sur une Renault 4CV).

## Records
- 16 août 1955: des records mondiaux de catégorie avec la Porsche 550 RS Spyder sur l'autodrome de Linas-Montlhéry, de 50 kilomètres à 50 milles (à 223 km/h de moyenne horaire). Deux jours plus tard elle se fracture plusieurs membres alors qu'un pneu de sa voiture éclate à près de 250 km/h et que celle-ci prend feu.

## Remarque
- Son époux Pierre Bousquet, ancien militaire stationné en Autriche et également pilote automobile, décéda lors d'un accident de la circulation le 2 janvier 1956, après avoir dérapé sur une plaque de verglas.